# 嘉定北駅
座標: 北緯31度3分49秒 東経121度30分27秒 / 北緯31.06361度 東経121.50750度
嘉定北駅（かていきたえき、中文表記: 嘉定北站）は上海市嘉定区城北路に位置する上海地下鉄11号線の駅である。

## 駅構造
- 相対式ホーム2面2線の高架駅。乗車ホームにのみホームドアが設置されている。
- 改札口及びホームは降車、乗車で分離されており、各ホーム手前に改札口がある。（東京メトロ銀座線渋谷駅と同じ構造）。到着する電車は降車ホームに入線後、引き上げ線に回送、乗車ホームに入線するため、折り返し乗車は不可能となっている。

## 歴史
- 2009年12月31日 - 開業。

## 画像

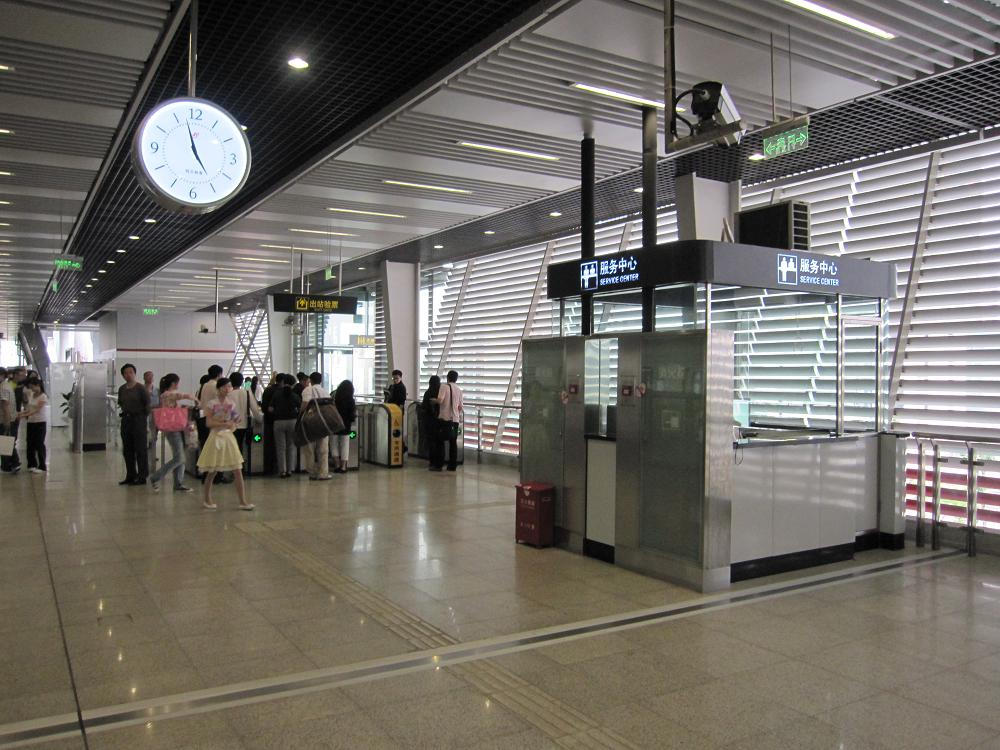
降車側改札
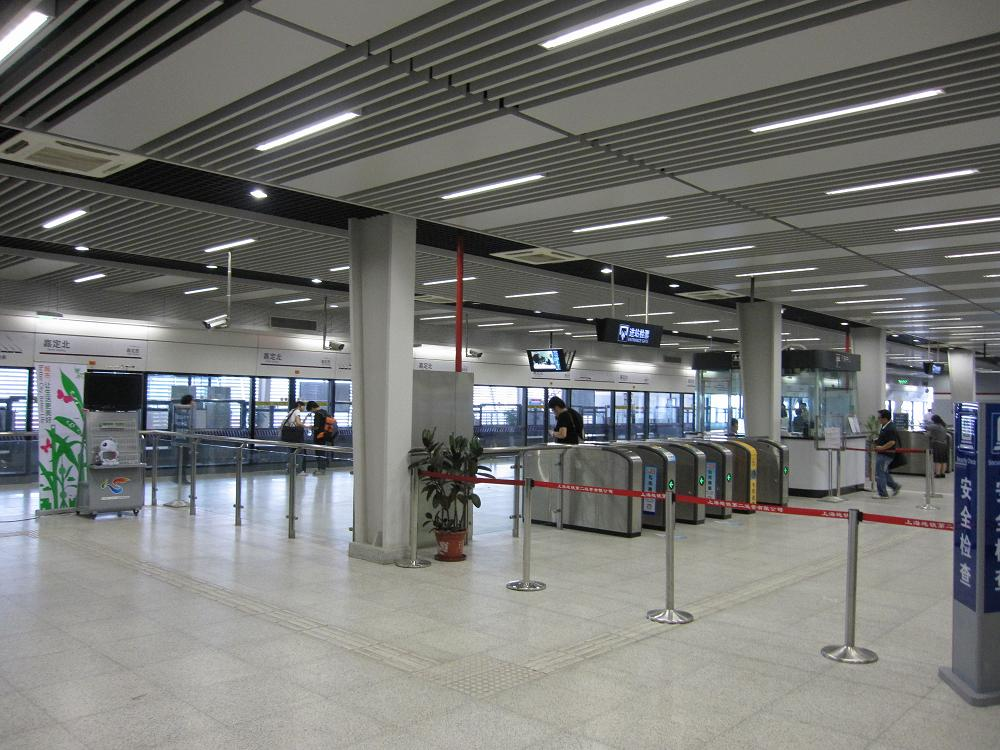
乗車側改札
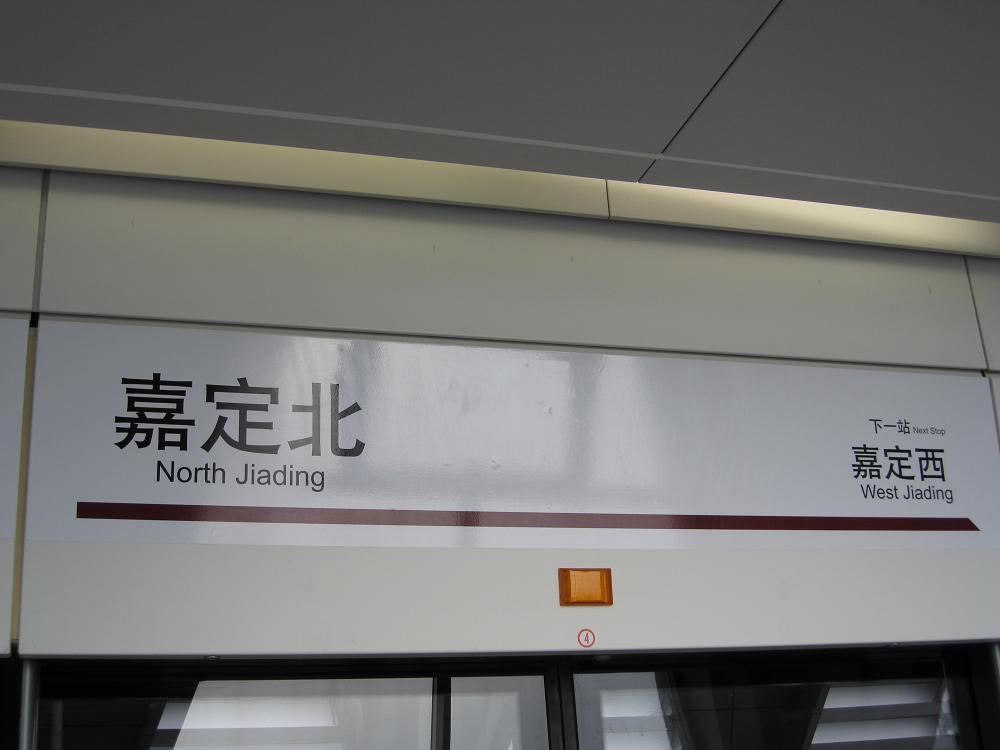
駅名標
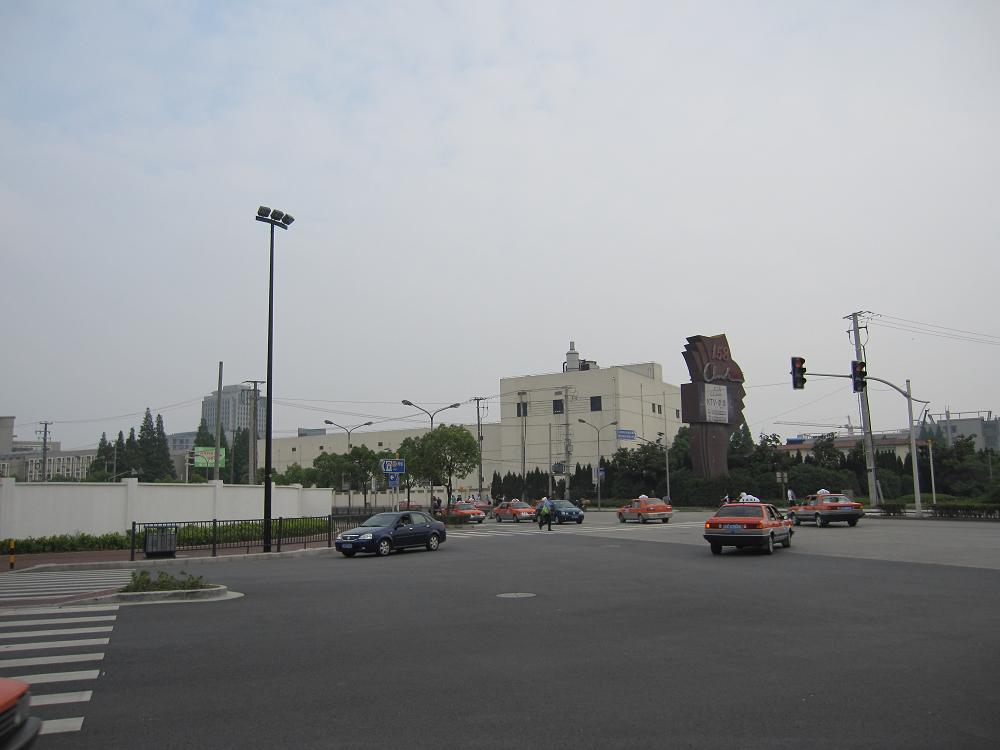
駅前風景

## 隣の駅
上海地下鉄
■11号線
嘉定西駅 - 嘉定北駅